# Oxidación de Dess–Martin
La oxidación de Dess-Martin es una reacción orgánica para la oxidación de alcoholes primarios a aldehídos y alcoholes secundarios a cetonas usando triacetato de 3-oxo-1,3-dihidro-1λ5,2-benziodoxol-1,1,1-triilo (peryodinano de Dess-Martin). Lleva el nombre de los químicos estadounidenses Daniel Benjamin Dess y James Cullen Martin que desarrollaron el reactivo periodinane en 1983.
La reacción utiliza un reactivo de yodo hipervalente similar al IBX para oxidar selectivamente y suavemente alcoholes a aldehídos o cetonas. La reacción se realiza comúnmente en solventes clorados como el diclorometano o el cloroformo. La reacción se puede hacer a temperatura ambiente y se completa rápidamente. Muchos otros grupos funcionales no se verán afectados por esta reacción.
La oxidación Dess-Martin puede ser preferible a otras reacciones de oxidación, ya que es muy leve, evita el uso de reactivos de cromo tóxicos, no requiere grandes excesos o cooxidantes, y por su facilidad de preparación.

Dibujo químico de los mecanismos del Dess-Martin oxidación

La reacción produce dos equivalentes de ácido acético en la reacción. La reacción se puede tamponar con piridina o bicarbonato de sodio para proteger los compuestos lábiles al ácido.
Meyer y Schreiber han demostrado la aceleración de la reacción de oxidación de Dess-Martin usando agua.